# Roberto Gutiérrez
Roberto Carlos Gutiérrez Gamboa, född 18 april 1983, är en chilensk fotbollsspelare som spelar för Universidad Católica.